# Fitchia cordata
Fitchia cordata là một loài thực vật có hoa thuộc họ Asteraceae.
Nó chỉ được tìm thấy ở Polynésie thuộc Pháp.